# Патрик Милс
Патрик Семи Милс (енгл. Patrick Sammie Mills; Канбера, 11. мај 1988) аустралијски је кошаркаш. Игра на позицији плејмејкера, а тренутно наступа за Лос Анђелес клиперсе. 

## Каријера
Колеџ каријеру је провео у САД где је наступао за колеџ Сент Мери (2007–2009). На НБА драфту 2009. је одабран као 55. пик од стране Портланд трејлблејзерса. Са њима је провео наредне две сезоне. У првој сезони је одиграо само десет утакмица а већину времена је провео на позајмици у Ајдахо стампиду члану НБА развојне лиге. У другој сезони је одиграо 64 утакмице уз просечно 5,5 поена по мечу. Током НБА локаута 2011. играо је кратко у родној Аустралији за Мелбурн тајгерс, а касније прелази у кинески Синкјанг где је одиграо девет мечева током сезоне 2011/12. У марту 2012. се вратио у НБА и потписао за Сан Антонио спарсе. Са њима је освојио НБА шампионат у сезони 2013/14.
Са репрезентацијом Аустралије је освајао четири пута Океанијско првенство.

## Успеси

### Клупски
- Сан Антонио спарси:
  - НБА (1): 2013/14.

### Репрезентативни
- Олимпијске игре:  2020.
- Океанијско првенство:  2007, 2013, 2015.

### Појединачни
- НБА спортска личност године (1): 2021/22.